# Нижние Грачики (Каменский район)
Ни́жние Гра́чики — хутор в Каменском районе Ростовской области.
Входит в состав Уляшкинского сельского поселения.

## Население
| 2010 | 2016 |
| ---- | ---- |
| 49   | ↗64  |

## Улицы
На хуторе имеются две улицы: Садовая и Сосновая.